# Harört
Harört (Bupleurum rotundifolium) är en flockblommig växtart som beskrevs av Carl von Linné. Enligt Catalogue of Life ingår Harört i släktet harörter och familjen flockblommiga växter, men enligt Dyntaxa är tillhörigheten istället släktet harörter och familjen flockblommiga växter. Arten förekommer tillfälligt i Sverige, men reproducerar sig inte. Inga underarter finns listade i Catalogue of Life.

## Bildgalleri

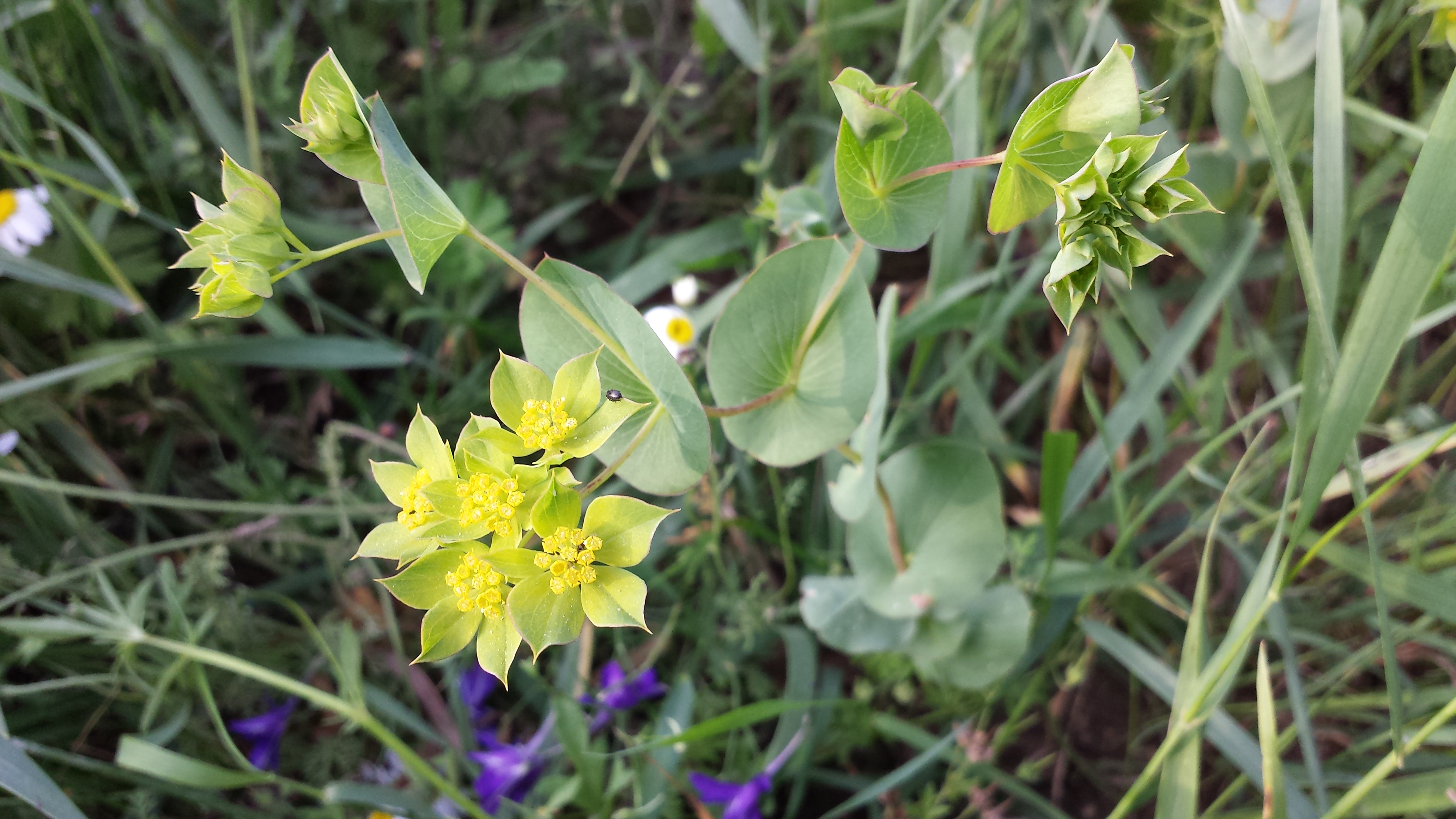
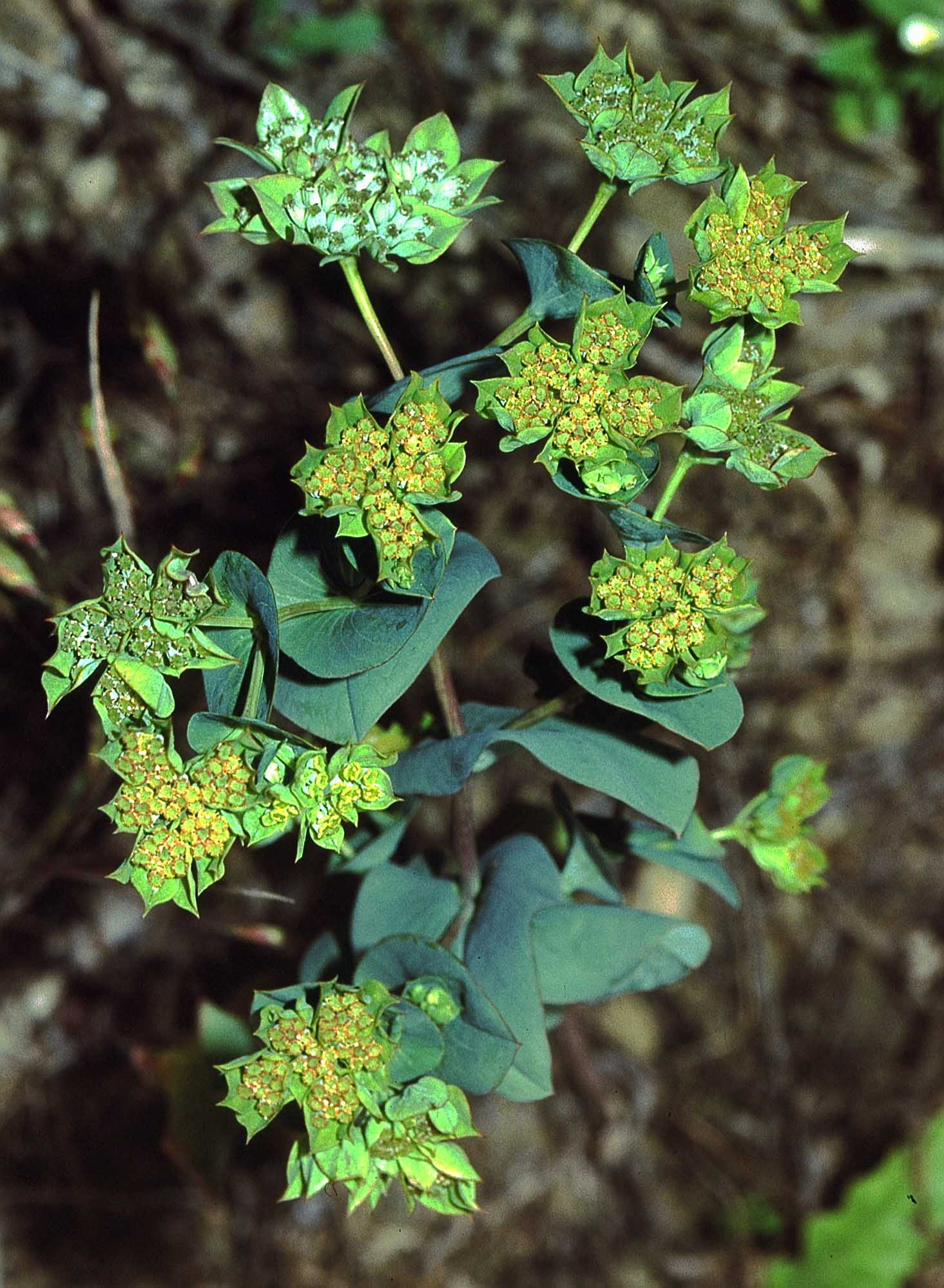
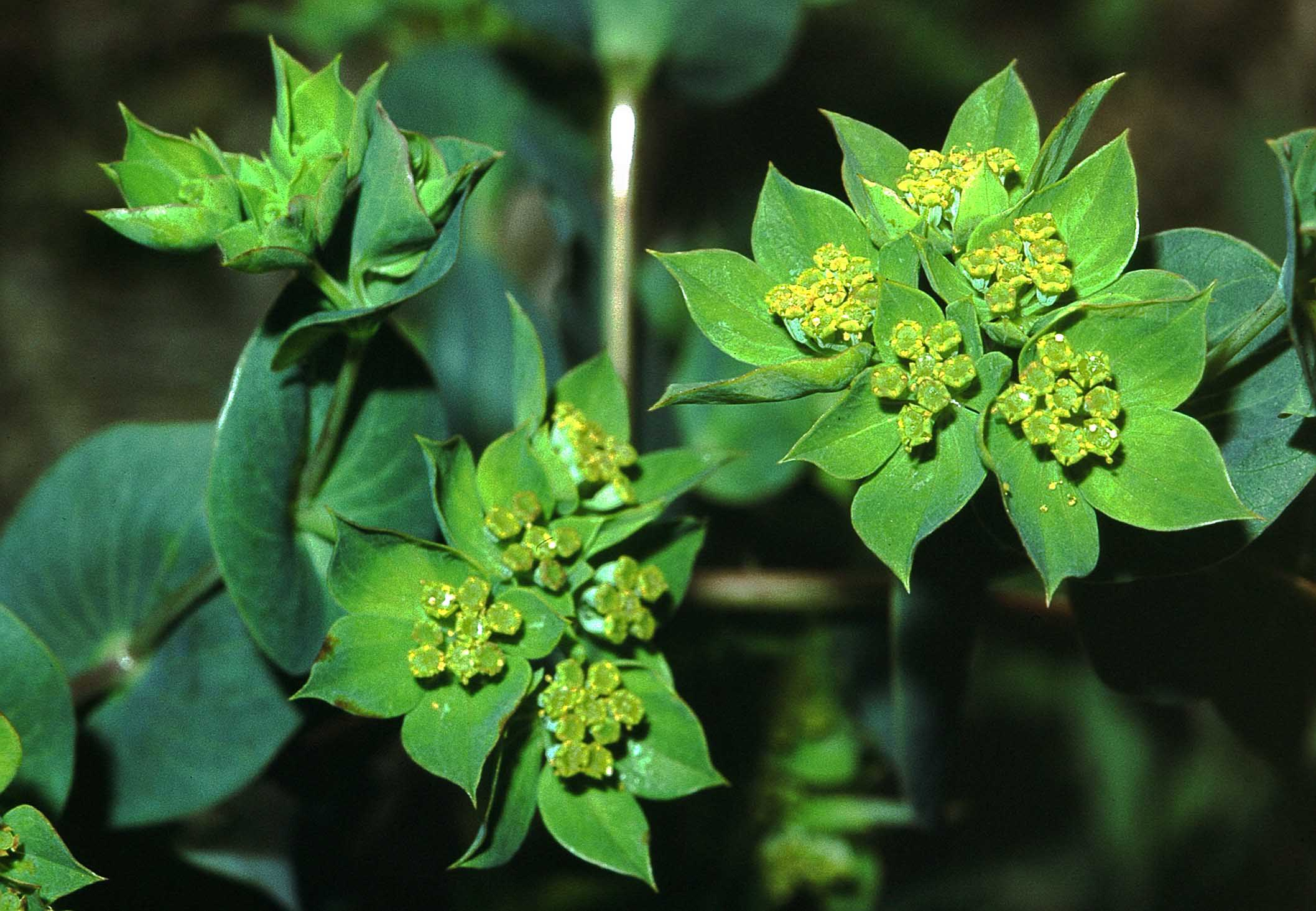
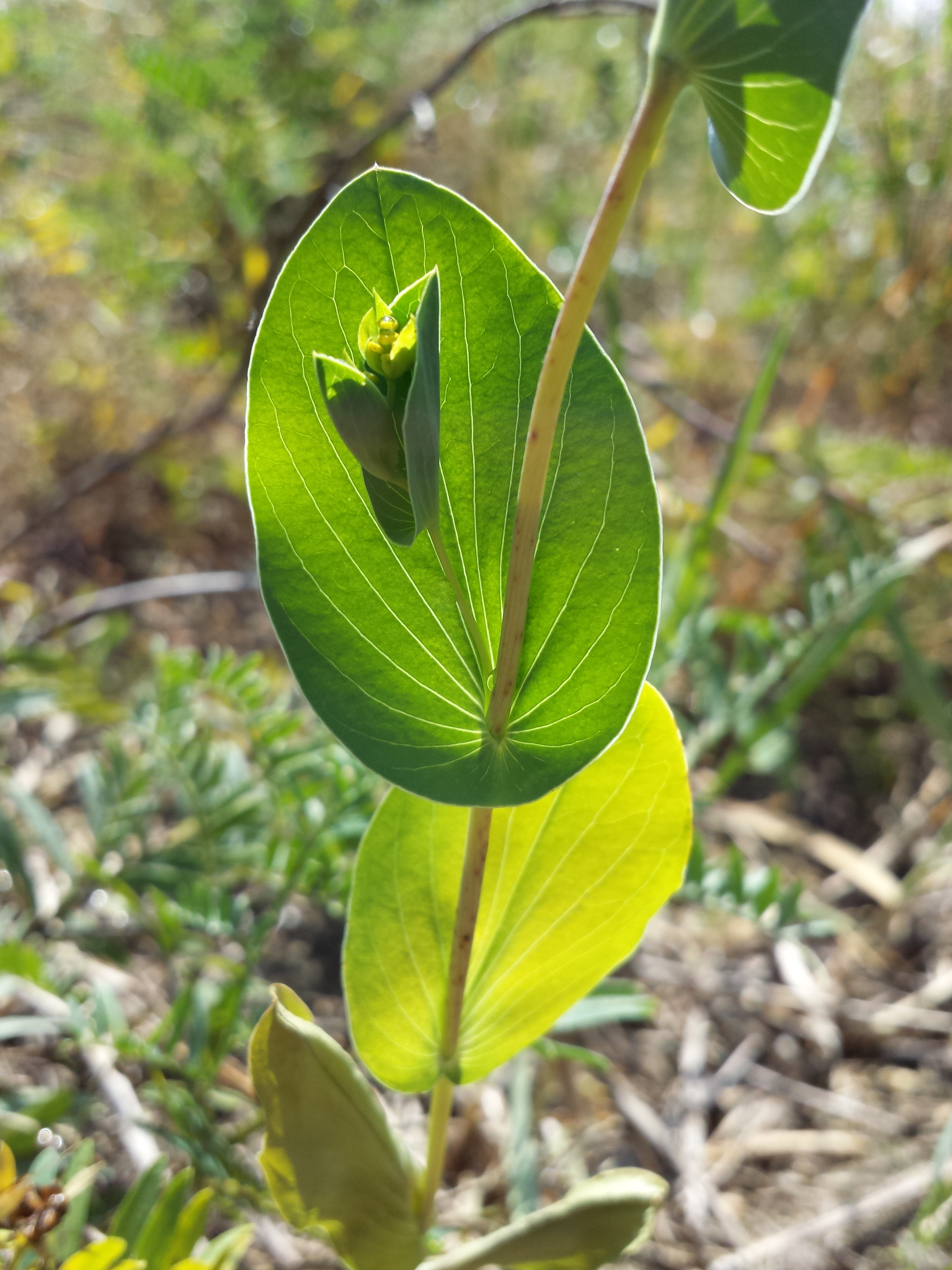
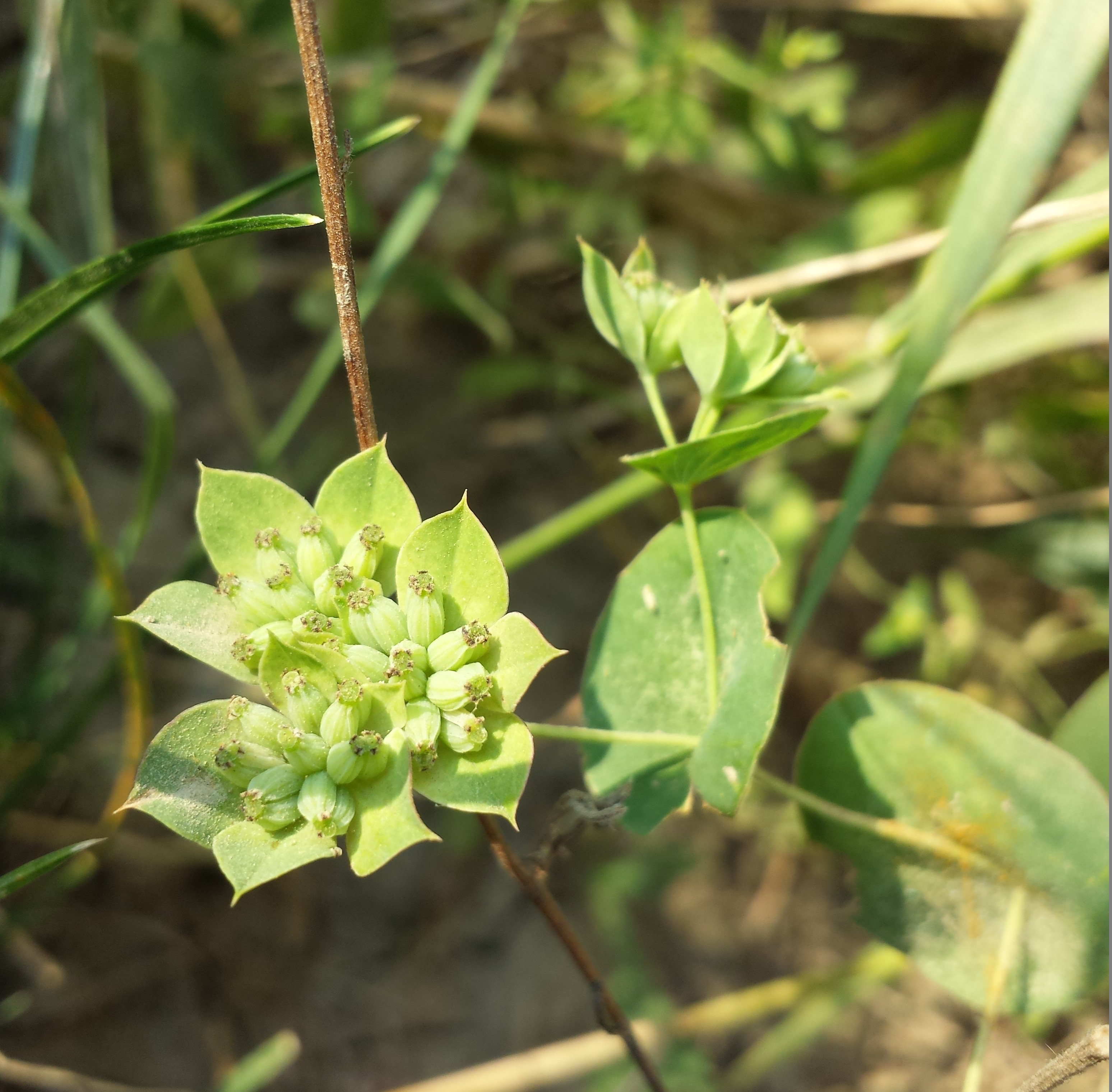